# 크룁케

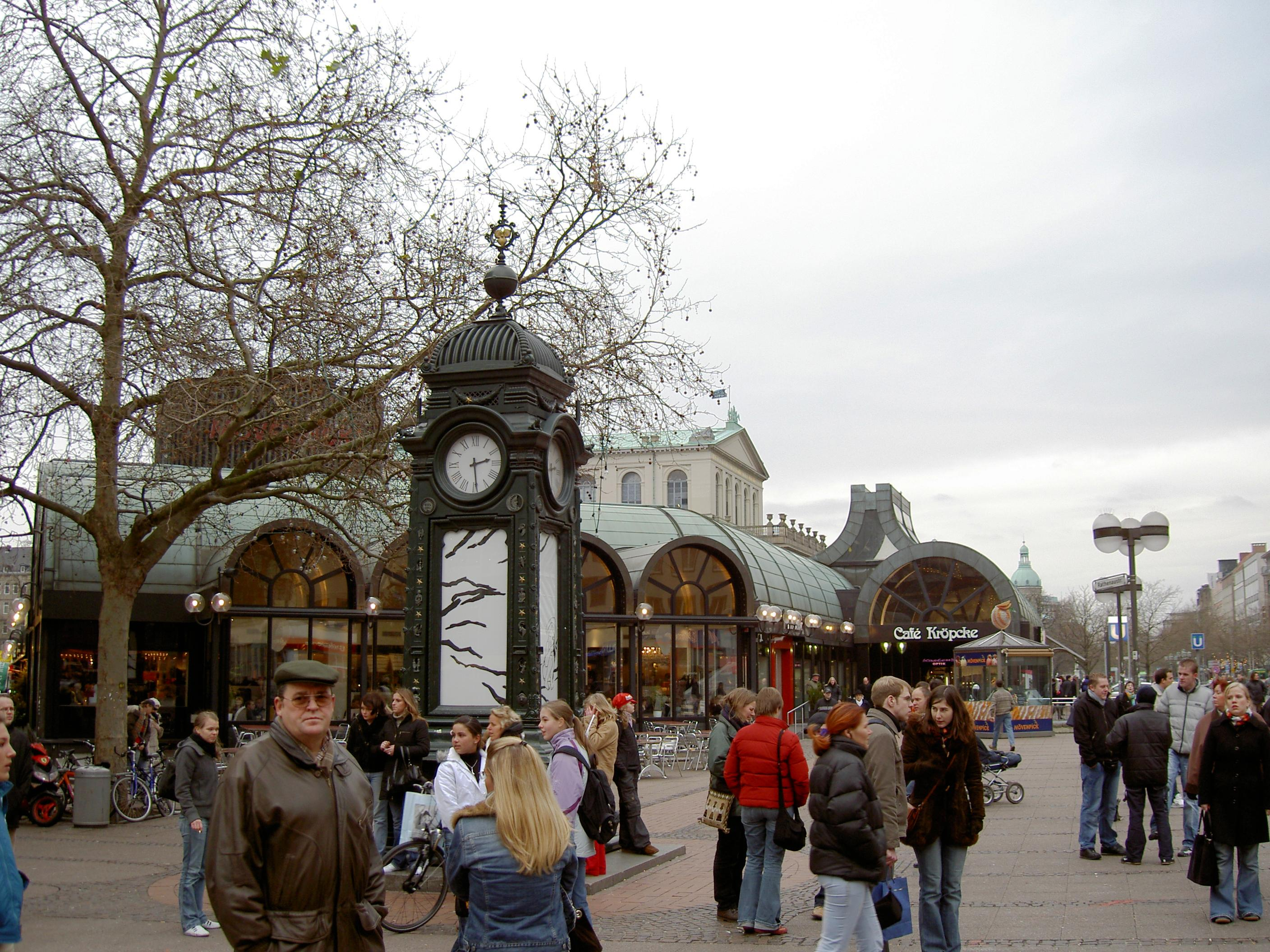
크뢰프케의 시계 (2004)

크룁케 혹은 크뢰프케(Kröpcke)는 독일 하노버시의 중심지에 있는 광장이다. 조지가 (Georgstraße), 카마쉬가 (Karmarschstraße), 반홉가 (Bahnhofstraße), 라트하우스가 (Rathenaustraße) 가 교차하는 곳에 위치해 있다. 빌헬름 크뢰프케 (Wilhelm Kröpcke)의 이름을 따서 만들어졌으며, 1869년 그때는 무명이었던 장소에 세워진 옛 까페 로비 (Café Robby)의 주인 중 한명이었다. 크뢰프케는 1871년에 까페를 임대하여 상호명을 까페 크뢰프케 (Café Kröpcke) 로 변경하고, 1919년까지 운영하였다. 결국 무명이었던 이 지역은 까페 이름을 따서 크뢰프케라고 불렸고, 1948년부터 하노버시에 의해 공식적인 이름이 되었다.
한가지 주목할 점은 크뢰프케의 시계이다. 이 시계는 1885년에 만들어졌고, 2차 세계대전 때 폐기 되었으나 1977년에 복구된 복제품이다.

## 같이 보기
- 하노버
- Hanover Region